# Rychwał (gmina)
Rychwał est une gmina mixte du powiat de Konin, Grande-Pologne, dans le centre-ouest de la Pologne. Son siège est la ville de Rychwał, qui se situe environ 18 km au sud de Konin et 94 km au sud-est de la capitale régionale Poznań.
La gmina couvre une superficie de 117,82 km2 pour une population de 8 349 habitants en 2016.

## Géographie
| - Plan de la gmina. - Position de la gmina sur la carte du powiat. |

Outre la ville de Rychwał, la gmina inclut les villages et les localités de :
- Biała Panieńska
- Broniki
- Czyżew
- Dąbroszyn
- Franki
- Gliny
- Grabowa
- Grochowy
- Jaroszewice Grodzieckie
- Jaroszewice Rychwalskie
- Kuchary Borowe
- Kuchary Kościelne
- Lubiny
- Modlibogowice
- Rozalin
- Rybie
- Siąszyce
- Siąszyce Trzecie
- Święcia
- Wardężyn
- Wola Rychwalska
- Złotkowy
- Zosinki

### Gminy voisines
La gmina de Rychwał est bordée des gminy de :
- Grodziec
- Mycielin
- Rzgów
- Stare Miasto
- Stawiszyn
- Tuliszków

## Structure du terrain
D'après les données de 2002 la superficie de la commune de Rychwał est de 117,82 km2, répartis comme tel :
- terres agricoles : 77 %
- forêts : 15 %

La commune représente 7,46 % de la superficie du powiat.

## Démographie
Données du 30 juin 2004 :
| Description        | Total  | Total | Femmes | Femmes | Hommes | Hommes |
| ------------------ | ------ | ----- | ------ | ------ | ------ | ------ |
| Unité              | Nombre | %     | Nombre | %      | Nombre | %      |
| population         | 8 425  | 100   | 4 293  | 51     | 4 132  | 49     |
| Densité (hab./km²) | 71,5   | 71,5  | 36,4   | 36,4   | 35,1   | 35,1   |